# Béla Kun

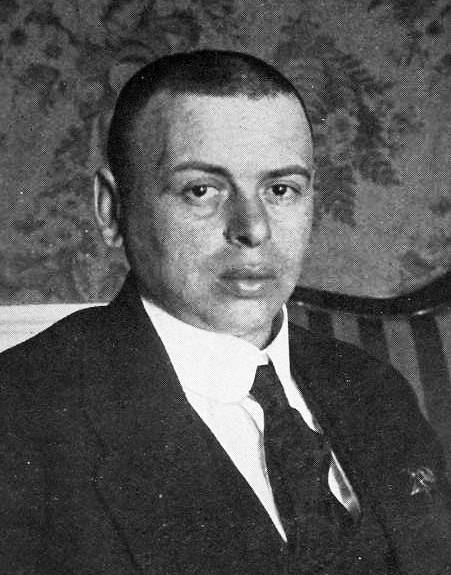
Béla Kun als Außenkommissar und politischer Führer der Ungarischen Räterepublik (1919)

Béla Kun (geboren als Béla Kohn; * 20. Februar 1886 in Szilágycseh (Böhmischdorf), Österreich-Ungarn; † 29. August 1938 in Kommunarka bei Moskau, Pseudonyme: Emmerich Schwarz, Elemér Schwarz, Imre Schwarz) war ein ungarischer Journalist und bolschewistisch-kommunistischer Politiker. Er gründete 1918 die Ungarländische Partei der Kommunisten und führte von März bis August 1919 für 133 Tage als Außenkommissar de facto den Revolutionären Regierungsrat der Ungarischen Räterepublik an. Als solcher begründete er den nach Sowjetrussland historisch zweiten sozialistischen Staat der Welt, gleichzeitig war er auch für das kommunistische Einparteiensystem und den Roten Terror der Räterepublik verantwortlich. Nach deren Sturz infolge des Ungarisch-Rumänischen Kriegs im August 1919 flüchtete Kun nach Sowjetrussland, wo er im Rahmen des Großen Terrors 1937 verhaftet und 1938 hingerichtet wurde.

## Herkunft und Werdegang
Béla Kun wurde unter dem Namen Bela Kohn als Sohn des jüdischen Dorfnotars Samu Kohn und seiner zum Protestantismus konvertierten Frau Róza Goldberger geboren.
Er besuchte das reformiert-calvinistische Nationalkollegium Silvania in Zilah (Zillenberg) und studierte an der Universität Kolozsvár (Klausenburg) Jura ohne Abschluss. Im Jahr 1902 wurde er Mitglied der Sozialdemokratischen Partei Ungarns.

## Bolschewistischer Agitator
Im Ersten Weltkrieg diente er in den Streitkräften von Österreich-Ungarn („Bewaffnete Macht“) und geriet 1916 in russische Kriegsgefangenschaft. Er wurde in der Stadt Tomsk interniert, wo er begann, marxistisch orientierte ungarische Mitgefangene zu organisieren. Anfang 1917 wurde er im Zuge der Februarrevolution wieder freigelassen und begann eine Tätigkeit in der revolutionären Presse Russlands, die auch die Aufmerksamkeit von Lenins bolschewistischer Partei auf ihn zog. Nach deren Machtübernahme durch die Oktoberrevolution im November 1917 wurde Kun, der nun selbst als begeisterter Anhänger der Bolschewisten galt, von Karl Radek nach Petrograd geholt und wurde dessen Assistent im Außenministerium. Gleichzeitig wurde Kun der Herausgeber einer ungarisch-bolschewistischen Zeitung namens Nemzetközi Szocialista, die sich vor allem an ungarische Soldaten richtete, die weiterhin für Österreich-Ungarn kämpften.

Logo der von Kun gegründeten Ungarländischen Partei der Kommunisten (KMP)

Am 24. März 1918 gründete Kun dann eine eigene ungarische Sektion der bolschewistischen Partei. Die russischen Bolschewisten organisierten seit Beginn des Jahres alle ihre nichtrussischen Sympathisanten in der „Föderation ausländischer Kommunistengruppen“, deren Vorsitzender im April ebenfalls Kun wurde. Die von ihm organisierte ungarische Gruppe setzte sich hauptsächlich aus ehemaligen ungarischen Kriegsgefangenen zusammen und residierte in Moskau. Kuns Gruppe schickte im Oktober 1918 etwa 20 Mitglieder zurück nach Ungarn und traf im November selbst mit 80 Mitgliedern in Ungarn ein. Im gleichen Monat folgte die Gründung der Ungarländischen Partei der Kommunisten (KMP), deren Führer Kun wurde. Insgesamt trafen bis Anfang 1919 bis zu 300 ungarische Kommunisten als politische Agitatoren in Ungarn ein, die von Lenins bolschewistischem Regime finanzielle Unterstützung für Propagandaarbeit und die Vergrößerung ihres Einflusses erhielten.
Am 18. Februar 1919 mobilisierten die ungarischen Kommunisten eine Menge aus Arbeitslosen und Soldaten vor dem Gebäude der offiziellen Zeitung der Sozialdemokraten, der Népszava („Stimme des Volkes“). Die Zeitung hatte sich entschieden gegen den Bolschewismus gestellt. Die Menge griff das Gebäude an und versuchte, die Redaktion zu besetzen und die Druckerei zu zerstören, wobei auch Polizisten getötet wurden. Die Situation wurde anschließend durch einen Polizeieinsatz beendet, der im Ergebnis acht Tote und 100 Verletzte forderte. In derselben Nacht wurden Belá Kun und 27 weitere Organisatoren des Aufruhrs, vor allem aus dem Führungsstab seiner Partei, von der Polizei festgenommen, verprügelt und im Zentralgefängnis eingesperrt. Aufgrund einer Intervention des ungarischen Ministerpräsidenten Mihály Károlyi genoss Kun anschließend jedoch bessere Haftbedingungen, die ihm eine weitere politische Tätigkeit ermöglichten. Sein entscheidender Erfolg stellt der noch aus dem Gefängnis ausgehandelte Zusammenschluss zwischen seiner kommunistischen Partei und den ungarischen Sozialdemokraten dar. Dies ebnete in Verbindung mit Károlyis Abdankung am 21. März 1919 den Weg zur Ausrufung der Ungarischen Räterepublik.

## Außenkommissar und Führer der Räterepublik

Die Ungarische Räterepublik (dunkelrot) und die von ihr kurzzeitig eroberte Slowakische Räterepublik (hellrot).

Infolge der Abdankung des ungarischen Ministerpräsidenten übernahmen am 21. März 1919 die ungarischen Sozialdemokraten die Regierung, die ihren Zusammenschluss mit den Kommunisten erklärten und diese nun aus der Haft entließen. Dabei akzeptierten die Sozialdemokraten auch das Programm von Béla Kun, der fortan als Außenkommissar zur Grauen Eminenz bzw. zum De-facto-Führer der Räterepublik aufstieg, obwohl Sándor Garbai zum offiziellen Regierungschef erklärt wurde. Dem Zusammenschluss der beiden Parteien folgte die Bildung eines revolutionären Regierungsrats mit Volkskommissaren nach bolschewistischem Vorbild. Hinter dieser Entscheidung stand die entschiedene Hoffnung auf eine militärische Unterstützung von Sowjetrussland im Kampf gegen die Gebietsverluste Ungarns im Zuge des Vertrags von Trianon. Die russische Rote Armee näherte sich zu diesem Zeitpunkt gerade Ungarn infolge der kriegerischen Auseinandersetzungen in der Ukraine. Vor diesem Hintergrund folgte die Räterepublik „fast sklavisch den bolschewistischen Mustern“.

### Roter Terror
Ebenfalls nach Vorbild Sowjetrusslands beschlossen die neuen ungarischen Volkskommissare schon in ihrer ersten Sitzung die Einrichtung von sogenannten „Revolutionstribunalen“, den Aufbau einer neuen ungarischen Roten Armee sowie einer neuen politischen Polizei, der „Terrortruppe des Revolutionsrats der Regierung“ (alias „Lenin-Jungs“) nach dem Vorbild der russischen Tscheka. Die bisherige Armee und Polizei wurden hingegen aufgelöst. Im engen Einvernehmen mit Lenin, in dem Béla Kun den „Führer des Weltproletariats“ sah und der mit der kommunistischen Regierung in Budapest schon ab dem 22. März in regelmäßigem telegrafischem Kontakt stand (bis zum Ende der Räteregierung wurden insgesamt 218 Nachrichten ausgetauscht), begann die Ungarische Räterepublik auch mit der Organisation ihres eigenen „Roten Terrors“. Lenin, der Kun auch die Erschießung der ungarischen Sozialdemokraten nahelegte, rechtfertigte die Notwendigkeit dieses Terrors der Räteregierung in einer an die ungarischen Arbeiter gerichteten Nachricht vom 27. Mai 1919 folgendermaßen: „Diese Diktatur [des Proletariats] setzt die schonungslos harte, schnelle und entschiedene Gewaltanwendung voraus, um den Widerstand der Ausbeuter, der Kapitalisten, der Gutsbesitzer und ihrer Handlanger zu brechen. Wer das nicht verstanden hat, der ist kein Revolutionär.“

### Weitere Entwicklungen
Innen- und außenpolitisch sah sich die Räterepublik nicht nur mit gewaltigen sozialen und wirtschaftlichen Problemen als Folge des Weltkriegs konfrontiert, sondern auch mit umfangreichen Gebietsforderungen der Tschechoslowakei, Rumäniens und des Staats der Slowenen, Kroaten und Serben, die bei Frankreich und Großbritannien Unterstützung fanden. Die Besetzung weiter Teile des einstigen Königreichs Ungarn durch tschechoslowakische, rumänische, südslawische und französische Truppen und die nationale Verbitterung der Ungarn über diesen Verlust ihres historischen Territoriums hatten zur Folge, dass sich aus patriotischen Gründen zahlreiche ehemalige Offiziere und Soldaten der österreich-ungarischen Armee, wie beispielsweise Oberst Aurél Stromfeld, der neu aufgestellten Roten Armee der Räterepublik zur Verfügung stellten. Dieser gelang es schließlich, die Invasoren zu stoppen und im Zuge einer Gegenoffensive im Norden weite Teile Oberungarns, das heißt der heutigen Slowakei, unter ihre Kontrolle zu bringen und dort eine Slowakische Räterepublik zu bilden.
Die Ausrufung der Slowakischen Räterepublik am 16. Juni 1919 in Prešov und eine mögliche weitere Ausdehnung der „ungarischen Revolution“ hatten in der ersten Junihälfte 1919 diplomatische Noten der Ententemächte an die Ungarische Räteregierung zur Folge, in denen die sofortige Einstellung der Kampfhandlungen und der Rückzug der Roten Armee hinter die auf der Pariser Friedenskonferenz festgelegte Demarkationslinie gefordert wurden. Die Annahme dieser Forderungen und der Rückzug aus den kurz zuvor eroberten Gebieten wurde von den Soldaten und Offizieren der Roten Armee und auch in der Bevölkerung mit Verbitterung und Unverständnis aufgenommen und bewirkte letztlich eine irreparable Schädigung des Ansehens der Räteregierung. Dadurch wurden auch jene gegenrevolutionären Kräfte Ungarns begünstigt, die von Anfang an auf einen Sturz der Räterepublik hingearbeitet hatten. Als schließlich tschechische und rumänische Streitkräfte ihren Vormarsch wieder aufnahmen, kam die Räterepublik ins Wanken. Im Zuge des Ungarisch-Rumänischen Krieges stießen rumänische Truppen bis weit ins Innere Ungarns vor. Am 30. Juli 1919 überquerten diese die Theiß, und am 1. August 1919 kapitulierte die südliche Heeresgruppe der ungarischen Roten Armee nach Kämpfen bei Szolnok. Béla Kun ergriff die Flucht und setzte sich nach Österreich ab, während die rumänische Armee Budapest besetzte und die Räteregierung gestürzt wurde.

## Im Exil

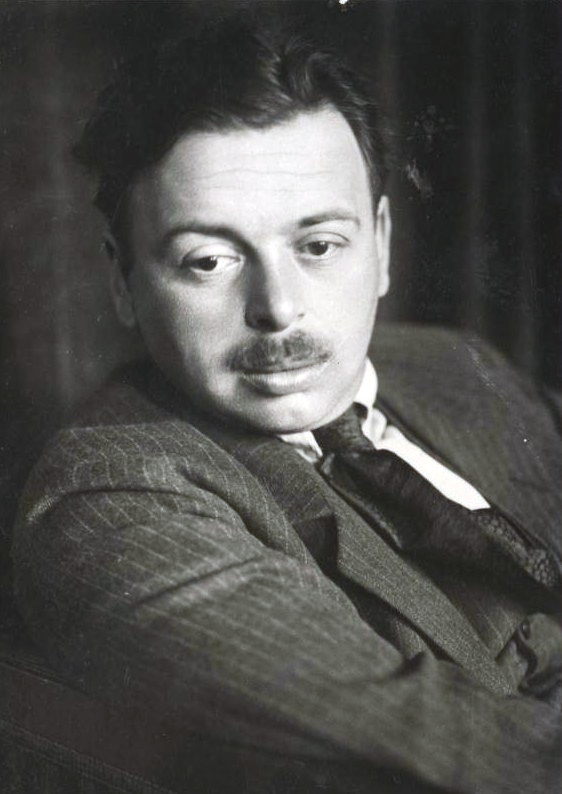
Béla Kun (um 1922)

In Österreich wurde Kun zunächst festgenommen und in den Internierungslagern Drosendorf, anschließend in Karlstein an der Thaya festgehalten. Von dort gelang ihm die Flucht nach Sowjetrussland, wo er in den nächsten Jahren für die Kommunistische Partei Russlands (WKP (B)) und die Kommunistische Internationale in verschiedenen Funktionen tätig war.
Unter anderem nahm er an den Märzkämpfen in Mitteldeutschland 1921 teil. 1924 soll sich Kun in Wien aufgehalten haben, wo er unter den Decknamen Emmerich Schwarz, Elemér Schwarz sowie Imre Schwarz in einer im Juli 1924 von Karl Oeri gegründeten, von allen Budapester Kommunisten besuchten Agitationsschule (u. a. zusammen mit Jenő Landler und Imre Levai) Vorträge hielt. 1928 war er wieder in Wien, von wo aus er gleichfalls ohne Erfolg versuchte, sozialistische Strömungen in Ungarn zu organisieren. Im Juli 1928 wurde er von Österreich in die Sowjetunion abgeschoben. Die Weigerung, Kun an Ungarn auszuliefern, führte dabei zum Rücktritt des Justizministers Franz Dinghofer (Affäre Béla Kun). Im Jahr 1929 denunzierte Kun dann während der Fraktionskämpfe innerhalb der Kommunistischen Partei insgesamt 20 seiner innerparteilichen Gegner als „trotzkistische Verschwörer“ und setzte deren Verhaftung durch. 1934 nahm er als ausländischer Delegierter am XVII. Parteitag der WKP (B) in Moskau teil.
Am 28. Juni 1937 wurde er verhaftet und am 28. August 1938 vom Militärkolleg des Obersten Gerichts der UdSSR aufgrund des Vorwurfs der Führung einer konterrevolutionären terroristischen Organisation (siehe: Artikel 58 des Strafgesetzbuches der RSFSR) im Rahmen des Großen Terrors zum Tode verurteilt. Er wurde noch am selben Tag in der Hinrichtungsstätte Kommunarka erschossen und begraben. Postum wurde er am 2. Juli 1955 vom Militärkoleg rehabilitiert.
Die Personalakte Béla Kun (Akten des Reichskommissars für Überwachung der öffentlichen Ordnung) befindet sich im Militärarchiv zu Moskau (RGVA, Bestand 772k, Findbuch 3, Akte 591).

## Werke
- Was wollen die Kommunisten? Hoym-Verlag, Hamburg 1919, DNB 574829806.
- Von Revolution zu Revolution. In: Aus der sozialistischen Praxis. Heft 3. Verlag Neue Erde, Wien 1920, DNB 1160205949 (dnb.de).
- Die Propaganda des Leninismus. Hoym-Verlag, Hamburg 1924, DNB 574829784.
- Der Kommunismus im Kampfe gegen die Sozialdemokratie. In: Unsere Zeit, Beiheft. Nr. 1. Verlag Unsere Zeit, Berlin 1933, DNB 364014784 (dnb.de).
- Die II. Internationale in Auflösung. Genossenschaftsverlag ausländischer Arbeiter, Moskau/Leningrad 1933, DNB 574829776.
- Die Februarkämpfe in Österreich und ihre Lehren. Verlagsgenossenschaft ausländischer Arbeiter, Moskau/Leningrad 1934, DNB 574829741.
- Die brennendste Frage – Aktionseinheit. Verlagsgenossenschaft ausländischer Arbeiter, Moskau/Leningrad 1934, DNB 574829768.
- Otto Bauers Weg. Von der Anerkennung des Ständestaates zur Anerkennung der Diktatur des Proletariats. Prometheus Verlag, Straßburg 1934, DNB 993257771.
- Brüder, zur Sonne, zur Freiheit. Ausgewählte Reden und Artikel zur Zeit der ungarischen Räterepublik 1919. Corvina-Verlag, Budapest 1977, ISBN 963-13-0226-1.

## Literatur

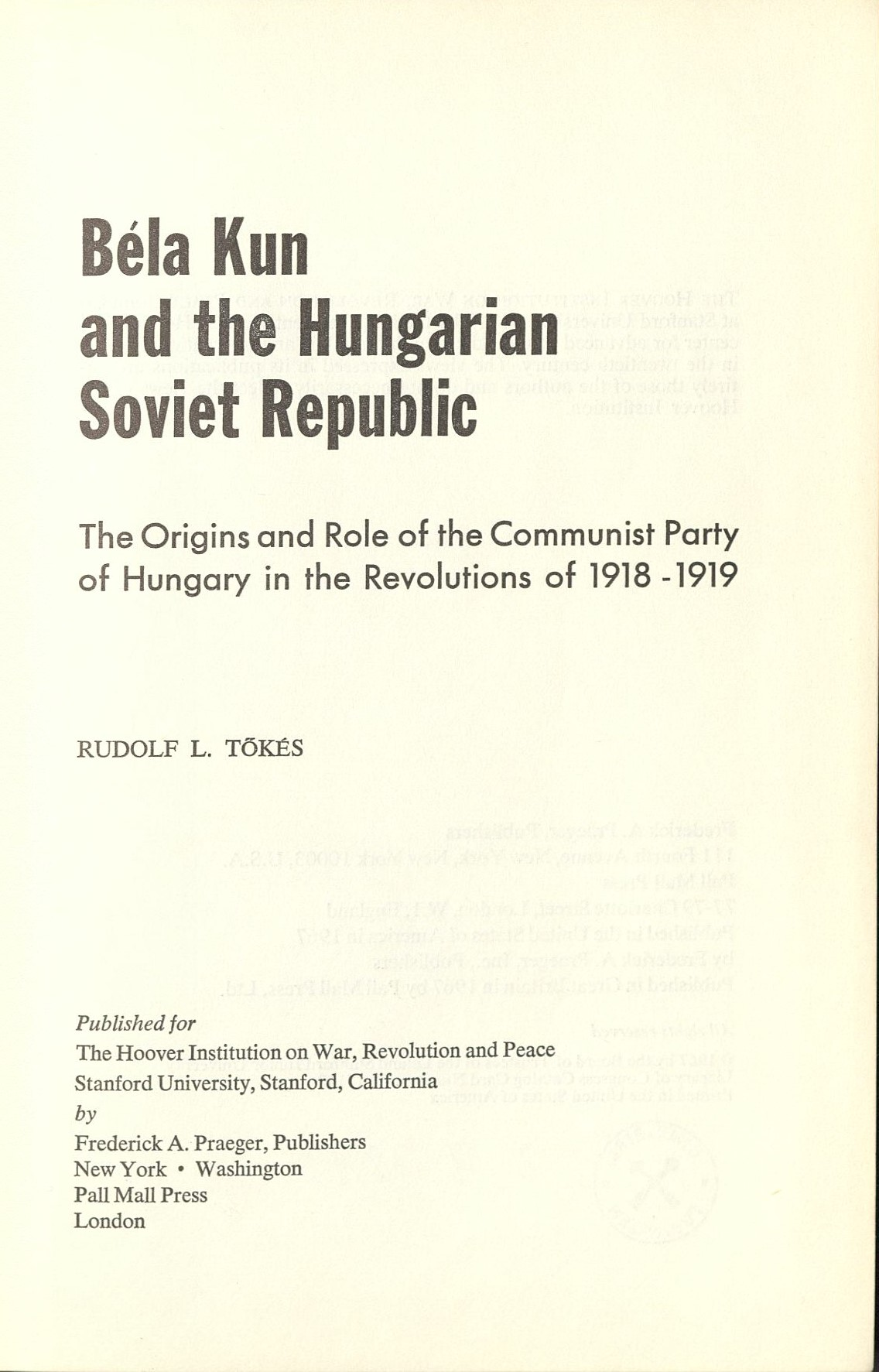
Rudolf L. Tőkés (1967)